# Chloroclystis acygonia
Glaucoclystis acygonia là một loài bướm đêm trong họ Geometridae.